# Albert Fischer (Intendant)

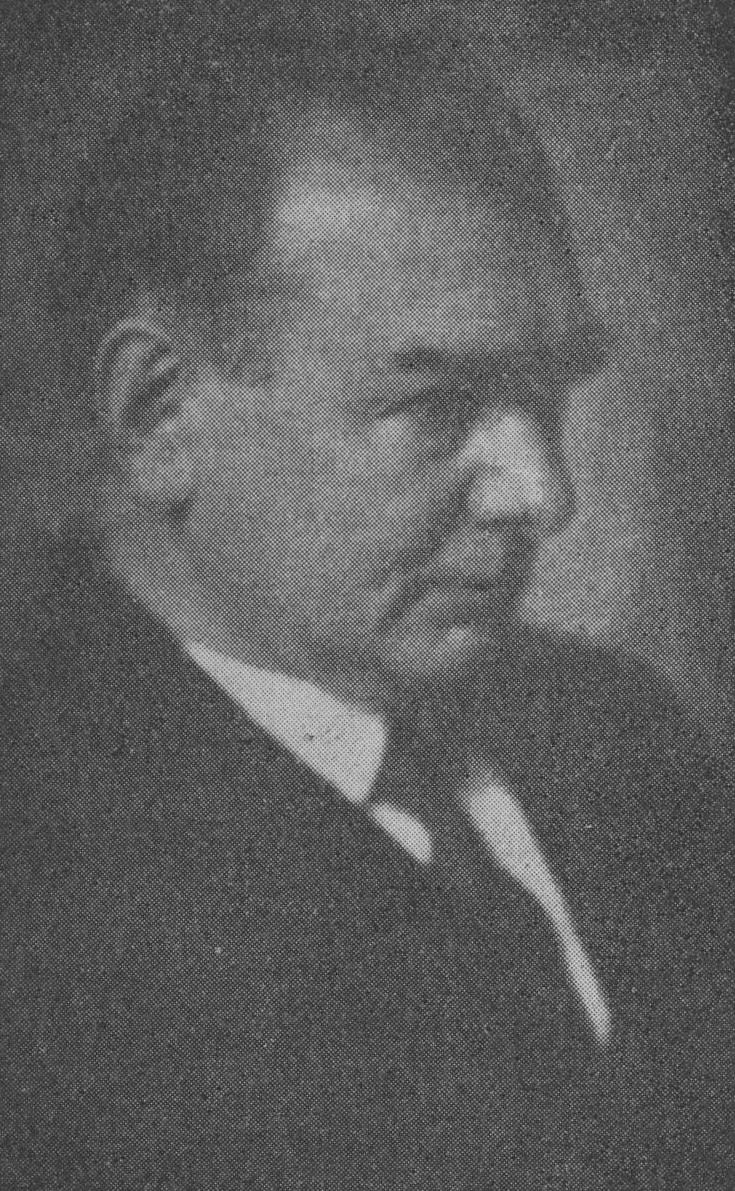
Albert Fischer, um 1927

Albert Fischer (* 21. Oktober 1872 in Rheydt; † 13. November 1960 in Bad Godesberg) war ein deutscher Theaterwissenschaftler, Schauspieler sowie Intendant.

## Leben
Der gebürtige Rheydter Albert Fischer wandte sich nach abgelegtem Abitur, gefolgt von einer kaufmännischen Ausbildung sowie einer Schauspielausbildung, einem Studium der Theaterwissenschaften zu, das er mit dem Erwerb des akademischen Grades eines Dr. phil. abschloss. 1898 erhielt er sein erstes Engagement am Stadttheater Zürich, das er bis 1901 innehatte. 1902 wurde er für die Ibsen-Tournee verpflichtet, dessen Ensemble er bis 1904 angehörte. Nach einem Engagement am Schauspielhaus Düsseldorf im Spieljahr 1905/1906, trat er eine Lektorenstelle an der Rheinischen Friedrich-Wilhelms-Universität Bonn an.
1914 wurde ihm die Intendanz des Stadttheaters Barmen übertragen, die er bis 1916 bekleidete. 1919 wurde er zum Intendanten des Stadttheaters Bonn berufen, eine Funktion, die er bis 1932 innehielt. Von 1933 bis 1937 füllte Fischer eine Honorarprofessor für Vortragskunst und Theaterwesen an der Universität Bonn aus, anschließend wirkte er als Gastschauspieler und Lehrer der Theaterkunst, bis er 1945 abermals als Honorarprofessor an die Universität Bonn bestellt wurde. Zudem hatte Fischer im Spieljahr 1945/1946 wieder die Intendanz am Stadttheater Bonn inne.
Der 1915 mit der Beethoven-Medaille der Stadt Bonn ausgezeichnete Albert Fischer war ein „literarischer Intendant“, der das Schauspiel mit einer Mischung aus Klassikern und neuen Stücken bevorzugte. Fischer inszenierte viel selbst und ließ zum ersten Mal für jedes Werk eigene Bühnenbilder anfertigen. Er engagierte während seiner Bonner Intendanz in Konkurrenz zum aufstrebenden Film eine Riege der namhaftesten Künstler jener Zeit, so Agnes Straub, Asta Nielsen, Hermine Körner, Albert Bassermann, Alexander Moissi sowie Fritz Kortner. Als Bühnenschauspieler überzeugte Fischer unter anderem als Nathan, als jüdischer Geldverleiher Shylok im Kaufmann von Venedig, als Richard III, als Meister Anton in der Tragödie Maria Magdalena, als Dorfrichter Adam in Kleists Zerbrochenem Krug sowie als Saint Just in Dantons Tod.
2016 wurde in Bonn die Albert-Fischer-Straße nach ihm benannt.

## Werke
- Über die Grundlagen und Ziele der Technik des Sprechens, der Vortrags und Redekunst: (der mimisch-lautlichen Ausdruckskunst). Eine Programm- und Werbeschrift, Carl Georgi, 1915